# Tiglath-Phalazar III
 (juin 2014).
Si vous disposez d'ouvrages ou d'articles de référence ou si vous connaissez des sites web de qualité traitant du thème abordé ici, merci de compléter l'article en donnant les références utiles à sa vérifiabilité et en les liant à la section « Notes et références ».
Tiglath-Phalazar III ou Teglath-Phalasar III (nom dérivé par le grec de la Septante Θαγλαθφελλασαρ, et le latin de la Vulgate Theglathphalasar), ou Tiglath-Pilèser (selon l'hébreu biblique תִּלְּגַת פִּלְאֶסֶר), ou Tukulti-apil-Esharra (en akkadien) fut roi d'Assyrie de 745 à 727 av. J.-C. Son nom, Tukultī-apil-Ešarra, signifie « l'héritier de l'Esharra est mon secours » ou « Ma confiance est dans le fils de l'Esharra ».

## Accession au trône
Tiglath-Phalazar III monte probablement sur le trône après un coup d'État, à la faveur d'une révolte à Kalhu. L'Assyrie sort alors d'une période difficile, qui voit son autorité ébranlée de tous les côtés, notamment au nord sous l'action du royaume d'Urartu. Les souverains précédents, assez faibles, ont du mal à faire face à l'influence de nobles assyriens ayant pris un grand pouvoir, tel le turtanu (grand général) Shamshi-ilu.

## Règne
Ce nouveau roi s'avère dès le début très énergique, et règle un à un tous les problèmes auxquels son royaume fait alors face. 

### Campagnes

#### Babylonie

Carte de l'expansion de l'empire assyrien entre 745, 727 et 705 av. J.-C.

Sa première campagne a pour cadre la Babylonie, où il vient en aide au roi Nabonassar, en difficulté face aux Araméens et aux Chaldéens. Il en profite pour étendre son territoire dans cette direction.
Extrait des annales de Teglath-Phalazar III concernant les Araméens et les Chaldéens de basse Mésopotamie :

« J'ai ramené dans les frontières de l'Assyrie tous les Araméens, autant qu'il y en avait et j'ai installé mon eunuque comme gouverneur sur eux. Sur un tell qu'on appelait Humut, j'ai bâti une ville et je l'ai nommée Kâr-Assur. J'y ai fait entrer les peuples des pays que j'avais conquis. Dans Sippar, Nippur, Babylone, Borsippa, Cutha, Kis, Dilbat et Uruk, cités sans pareilles, j'ai offert de purs sacrifices à Bel, Zarpanîtu, Nabû, Tasmêtu, Nergal et Las, les grands dieux, mes seigneurs, et ils ont aimé ma prêtrise. J'ai donc régné sur le pays de Kardunias (Babylonie) dans sa totalité et j'y ai exercé la royauté. (...) J'ai enveloppé toute la Chaldée comme avec un piège à oiseaux. J'ai vaincu Nabû-ushabshi, l'homme du Bît-Silâni aux abords de sa ville de Sarrabânu. Quant à lui, je l'ai fait empaler sur un pieu en face de la porte de sa ville et l'ai exposé aux yeux de son pays. J'ai conquis la ville de Sarrabânu au moyen de rampes d'accès et de béliers. J'ai emmené 55000 hommes et leurs troupeaux, son butin, ses biens, ses possessions, son épouse, ses fils, ses filles et ses dieux. (traduction P. Talon)[citation nécessaire] »

#### Urartu
Après ce premier succès, il se tourne vers l'Urartu. En 743 av. J.-C., il remporte en Commagène une brillante victoire contre le roi urartéen Sarduri II et ses alliés. Les années suivantes sont consacrées à la reconquête de la Syrie du Nord, au nez et à la barbe de Sarduri, qui fomente des révoltes infructueuses. Teglath-Phalasar renforce sa frontière avec l'Urartu, avant de lancer en 735 av. J.-C. une offensive en direction de ce pays, qui n'atteint pas le cœur du royaume adverse mais a le mérite de calmer les ardeurs de son roi.

#### Levant
Après une campagne en direction du Plateau Perse, les armées assyriennes se dirigent vers la Syrie et le sud du Levant. Teglath-Phalasar prend et annexe à son royaume Gaza (734 av. J.-C.), le royaume d'Aram-Damas et soumet la plupart des royaumes locaux ; dans le deuxième livre des Rois, il prend au roi d’Israël Peqah les villes de Galaad et de la Galilée ainsi que le territoire de la tribu de Nephthali, et en transporte la population en Assyrie.

#### Dernières actions
Les dernières campagnes de Teglath-Phalasar se déroulent en Babylonie, où la mort de Nabonassar en 735 av. J.-C. a jeté le pays dans le trouble, à l'instigation des Chaldéens. Teglath-Phalasar vainc leur roi Nabu-Mukin-Zari et monte sur le trône de Babylone en 729 av. J.-C., sous le nom de Pulû. Peu avant sa mort, il associe son fils et successeur désigné Salmanazar V aux affaires du royaume et celui-ci lui succède à sa mort en 727 av. J.-C..

### Fondateur de l'Empire assyrien
En plus du redressement de la situation de l'Assyrie en quelques années par ses conquêtes, Teglath-Phalasar III donne également sa structure à l'Empire assyrien. Il change le mode de domination des royaumes vaincus en remplaçant le souverain de certaines régions annexées par un gouverneur assyrien. Il procède ainsi à Arpad en 740 av. J.-C., au Unqi en 738 av. J.-C., à Damas à 732 av. J.-C., puis enfin à Babylone en 729 av. J.-C., où il se proclame roi, faisant ainsi débuter un siècle de domination assyrienne dans ce pays. Il divise aussi certaines provinces pour réduire l'autorité de leur gouverneur. Il conserve cependant certains royaumes vassaux s'il y voit un avantage administratif et économique. Il pratique en outre de grandes déportations de populations, pour casser les révoltes dans certains pays et mettre en valeur des territoires dépeuplés.
L'armée est réorganisée pour la rendre plus efficace : le commandement est confié aux eunuques, jugés plus fidèles, et l'armement et les moyens logistiques sont améliorés. Teglath-Phalasar III double également le système de la conscription par la création d’une armée de métier (kisir šarrūti) constituée de contingents prélevés dans les provinces périphériques. Il en résulte un affaiblissement de la cohésion nationale. La cavalerie se développe au détriment des chars, permettant des opérations en pays montagneux. L’infanterie (archers, piquiers), formée de contingents d’étrangers et de provinciaux,  prendra une importance croissante et rendra l’armée plus lourde et difficile à faire manœuvrer en présence de cavaliers.

### Assyrie
- Paul Garelli et André Lemaire, Le Proche-Orient Asiatique, tome 2 : Les empires mésopotamiens, Israël, Paris, Presses universitaires de France, coll. « La Nouvelle Clio », 2001
- Francis Joannès, La Mésopotamie au Ier millénaire avant J.-C., Paris, Armand Colin, coll. « U », 2000
- (it) Frederick Mario Fales, L'impero assiro, storia e amministrazione (IX-VII secolo A.C.), Rome, Laterza, 2001
- Frederick Mario Fales, Guerre et paix en Assyrie : Religion et impérialisme, Paris, Le Cerf, 2010
- (en) Eckart Frahm, « The Neo‐Assyrian Period (ca. 1000–609 BCE) », dans Eckart Frahm (dir.), A Companion to Assyria, Malden, Wiley-Blackwell, 2017, p. 161-208
- Josette Elayi, L'Empire assyrien : Histoire d'une grande civilisation de l'Antiquité, Paris, Perrin, 2021, 352 p. (ISBN 978-2-262-07667-2)
- (en) Eckart Frahm, Assyria : The Rise and Fall of the World's First Empire, Londres, Bloomsbury Publishing, 2023
- (en) Heather D. Baker, « The Assyrian Empire: A View from Within », dans Karen Radner, Nadine Moeller et Daniel T. Potts (dir.), The Oxford History of the Ancient Near East, Volume 4: The Age of Assyria, New York, Oxford University Press, 2023, p. 257-351

### Introductions synthétiques
- (en) Andrew Kirk Grayson, « Assyria: Tiglath-Pileser III to Sargon II (744-705 B.C.) », dans John Boardman et al. (dir.), The Cambridge Ancient History, volume III part 2: The Assyrian and Babylonian Empires and other States of the Near East, from the Eighth to the Sixth Centuries B.C., Cambridge, Cambridge University Press, 1991, p. 71-85
- Pierre Villard, « Tiglath-Phalazar III (745-727) », dans Francis Joannès (dir.), Dictionnaire de la civilisation mésopotamienne, Paris, 2001, p. 849-851
- (en) Karen Radner, « Tiglath-pileser III, king of Assyria (744-727 BC) », sur Assyrian empire builders, University College London, 2012 (consulté le 1er novembre 2015)
- (en) H. D. Baker, « Tiglatpileser III. », dans Reallexikon der Assyriologie und Vorderasiatischen Archäologie, vol. XIV, 2014-2016, p. 21-24

### Règne de Tiglath-Phalazar III
- (it) Frederick Mario Fales, « Tiglat-pileser III tra annalistica reale ed epistolografia quotidiana », dans Franca Pecchioli Daddi et Maria C. Guidotti (dir.), Narrare gli eventi: Atti del convegno degli egittologi e degli orientalisti italiani in margine alla mostra "La battaglia di Qadesh", Rome, Herder, 2005 (lire en ligne), p. 163-191
- (en) Hayim Tadmor et Shigeo Yamada, The royal inscriptions of Tiglath-pileser III (744–727 BC) and Shalmaneser V (726–722 BC), kings of Assyria, Winona Lake, Eisenbrauns, coll. « The royal inscriptions of the neo-Assyrian period » (no 1), 2011
- (en) Josette Elayi, Tiglath-Pileser III, Founder of the Assyrian Empire, Atlanta, Society of Biblical Literature, 2022